# Boreček
Boreček (německy Haidedörfel) je malá vesnice, část města Ralsko v okrese Česká Lípa. Nachází se asi 5,5 km na severozápad od Kuřívod a zhruba 2,5 km jižně od Mimoně, v bývalém vojenském prostoru. Má dvě od sebe asi 1 km vzdálené části. Západně od obce prochází silnice II/270 z Mimoně do Hradčan. Každá z částí vsi zde má svou autobusovou zastávku. Je zde evidováno 19 adres. Trvale zde v roce 2011 žilo 72 obyvatel.

## Další informace

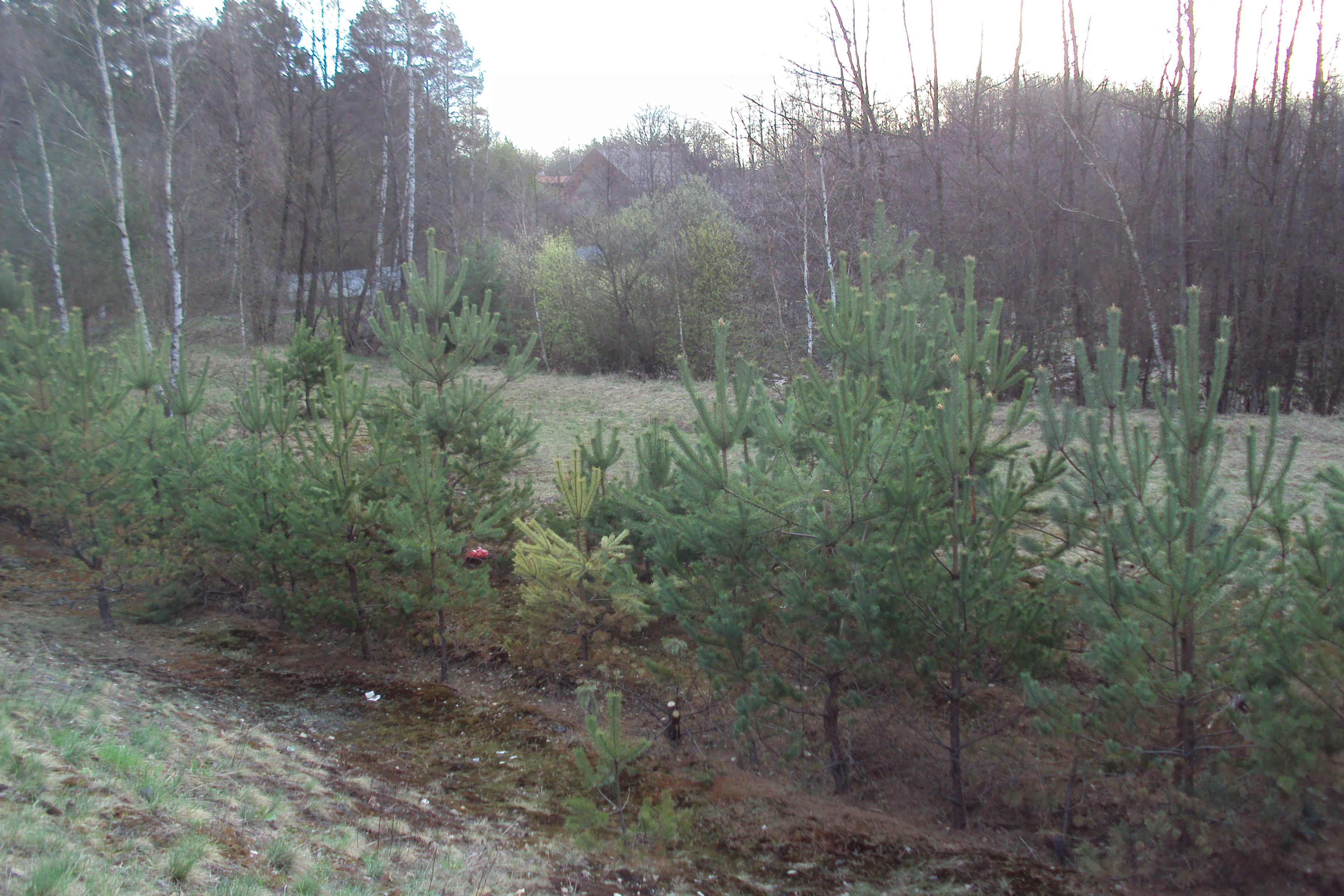
Mezi stromy prosvítající jižní část obce od silnice 270 z Mimoně

Boreček je též katastrální území o rozloze 6,37 km2. Původní katastrální území sídla bylo pomezí Brenná a Mimoň.
U jižního okraje vsi protéká řeka Ploučnice, která je i s okolní nivou v úseku právě mezi Borečkem a další ralskou vsí Ploužnicí chráněna jako přírodní památka Meandry Ploučnice u Mimoně.
V období 2. světové války zde byl vybudován průmyslový podnik – kafilérie, která je dodnes v provozu (společnost SAP) a patří v České republice ve svém odvětví mezi špičku.

## Historie
Boreček (německy Haidedörfel) byl před v předválečné době osadou správní obce Brenná. S Mimoní Boreček spojovala alej, která vedla mezi poli. Po kolektivizaci zemědělství bylo toto okrasné stromořadí zničeno.V době vojenského prostoru neprobíhal v obci vojenský výcvik, sloužila jako zázemí pro výsadkový prapor, který zde měl zřízenou sušárnu na padáky. Další využití obce bylo k ubytování zaměstnanců vojenských lesů a statků. V Borečku se zachovalo několik významných staveb. Jednou z nich je hájovna, dnes slouží jako bytový dům. Dále se zachovala budova hostince, který využívala sovětská armáda a dnes je zakonzervován. Významným místem je Eustachova kaple, stojí v lese západně od obce a značně utrpěla přítomností vojsk. V meziválečném období byl postaven nový most přes Ploučnici, byl dominantou lučinaté nivy meandrující řeky. Dnes je niva silně zarostlá nálety a most ztratil význam po výstavbě obchvatu Borečku.
V roce 1921 zde bylo 21 domů a 90 obyvatel (z toho 89 Němců). Fara, četnická stanice, pošta, telegraf byly 2,5 km v Mimoni a železniční stanice 3 km taktéž v Mimoni.